# Sabine Spitz
Sabine Spitz (født 27. december 1971 i Herrischried/Bad Säckingen) er en tysk tidligere mountainbikerytter. 

## Karriere
Sabine Spitz kørte sit første mountainbikeløb i 1994, og i 2001 vandt hun sit første tyske mesterskab. Samme år vandt hun sine første internationale medaljer, da det blev til EM-sølv og VM-bronze. 
I 2003 vandt hun VM-guld i cross-country, en bedrift hun gentog i 2009 i maraton-disciplinen. Hun har vundet fire EM-titler: 2007 og 2008 i cross-country og 2007 og 2015 i maraton. Hun har vundet i alt nitten tyske mesterskaber i cross-country og maraton, og dertil kommer tre olympiske medaljer.
Hun indstillede først karrieren som 47-årig i 2019.

### OL
Spitz deltog i alt fem gange i de olympiske lege. Første gang var i 2000 i Sydney, hvor hun opnåede en niendeplads i cross-country. Ved legene fire år senere i Athen vandt hun bronze, hvor hun var to et halvt minut efter vinderen, Gunn Rita Dahle fra Norge, og cirka halvandet minut efter sølvvinderen, Marie-Hélène Prémont fra Canada. Ved OL 2008 i Beijing måtte Dahle udgå af løbet, og så vandt Spitz guldet med 41 sekunder ned til polakken Maja Włoszczowska på andenpladsen og over et minut til Irina Kalenteva fra Rusland på tredjepladsen. Ved OL 2012 i London kom hun med i en udbrydergruppe sammen med franske Julie Bresset og amerikansk Georgia Gould. Imidlertid styrtede Spitz på en teknisk svær del, hvilket også sinkede Gould, så Bresset fortsatte alene og vandt guldet med over et minuts forspring. Spitz og Gould fortsatte dog sammen, og på sidste runde udnyttede hun sin enorme rutine og sikrede sig sølvet seks sekunder foran Gould, der fik bronze. Som 44-årig deltog Spitz i sit sidste OL i 2016 i Rio de Janeiro, hvor hun blev nummer nitten.